# Período rosa de Picasso

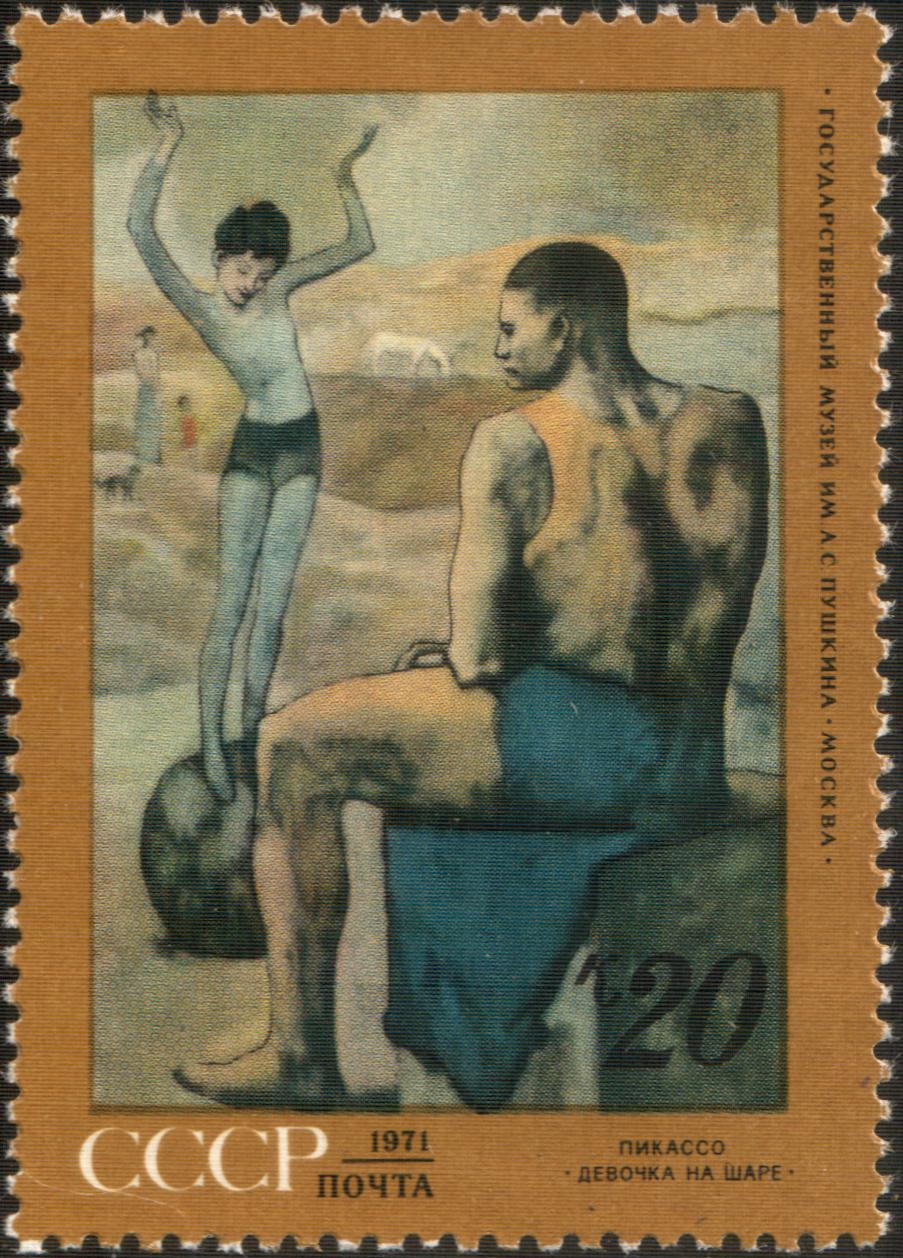
Timbre postal soviético de 1971, conmemorando la obra de Pablo Picasso titulada La acróbata de la bola, realizada durante el período rosa del pintor. El cuadro original está en el Museo Pushkin.

	 El período rosa o época rosa de Pablo Picasso es considerado la segunda gran etapa en la carrera artística del pintor, durante la cual instaló su residencia definitiva en París. El período ocurrió entre 1904 y 1907. La obra hecha en este lapso de tiempo destaca por la calidez de sus colores pasteles y la frecuencia de los temas circenses. El desarrollo del estilo, técnica y temática de Picasso durante este período y la subsiguiente etapa primitiva africana o "arte negro" desembocarían en la creación del cubismo, cuyas primeras obras, aún guardan ciertas características residuales del período rosa.

## Entorno
A principios de 1904, Picasso toma la decisión de trasladarse a vivir a París por razones profesionales. A la sazón, el artista estaba aún pasando por su  época azul. 
Instalado en el barrio de Montmartre, conoce a la modelo Fernande Olivier, quien será su musa y amante durante siete años, y se involucra en la vida bohemia del lugar. Su vecindad con personajes de clase baja en el edificio de Bateau-Lavoir, ubicado en la calle Ravignan 13, le pone en contacto con artistas de circo y saltimbanquis, que le darían temática abundante para los próximos años. Este sería el final de su época azul y el comienzo del período rosa.

## Características

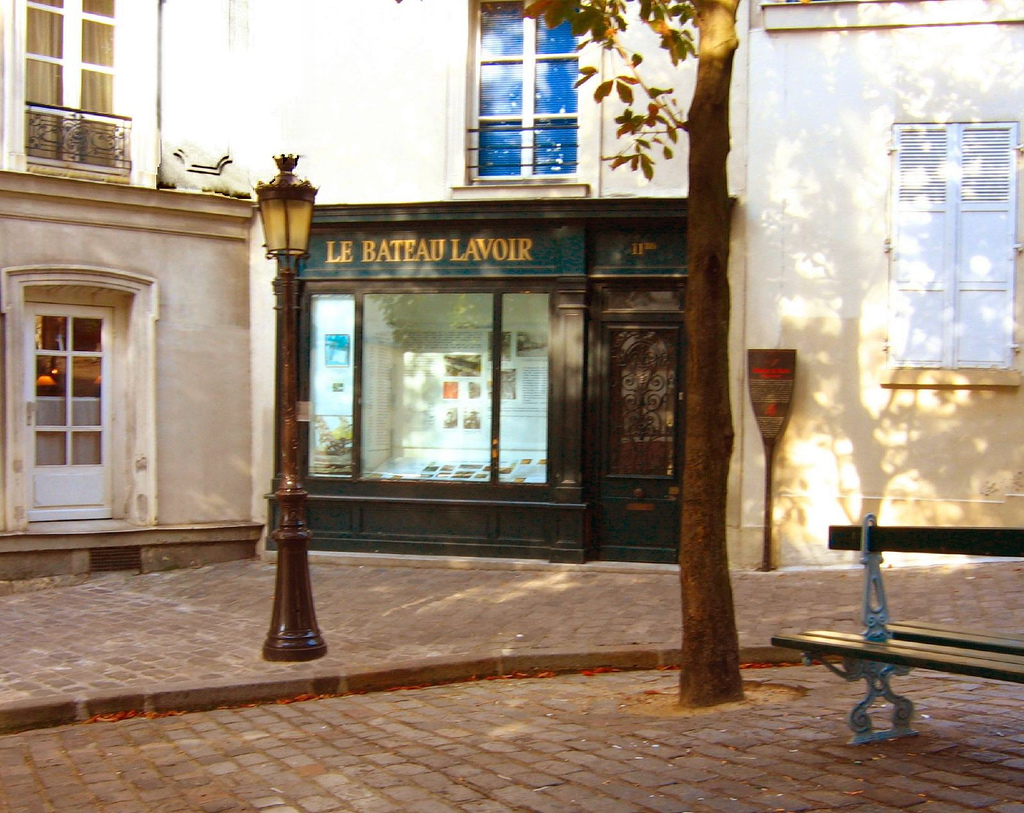
El edificio (restaurado) del Bateau-Lavoir, donde Picasso fijó su primera residencia parisina y donde desarrolló el período rosa y, junto con Georges Braque, el Cubismo.

Los períodos azul y rosa se caracterizan por la representación de personajes marginales de la sociedad, si bien en el rosa el énfasis se hace en personajes de la farándula.
Además de los artistas de circo y sus familias, asimismo hay retratos femeninos. A pesar de poseer una paleta de colores cálidos, los rostros de estos personajes como arlequines, acróbatas y payasos rara vez reflejan emociones o, si lo hacen, no lo hacen de modo enfático.
La representación de los objetos se tiende a geometrizar, y hace un especial énfasis sobre la línea y el dibujo, convirtiéndose en líneas suaves y delicadas, y figuras de proporciones "alargadas" próximas a su admirado Greco.
El color predominante es el rosa (de allí el nombre de esta época) complementado con otros colores cálidos entre rojos y amarillos.

## Evolución histórica
La primera exposición de este período la realizó Picasso cuando varias obras «rosas» se exhibieron en la Gallerie Sérurier de febrero a marzo de 1905, con una favorable recepción de parte de la crítica.
Aunque los personajes inicialmente eran predominantemente artistas circenses y acróbatas, gradualmente la temática dejó de ser específica. A mediados de 1906, Picasso viaja a España y se instala en Gósol durante unos meses; allí continúa su producción pero siguiendo una línea más natural y localista, evocando también un cierto clasicismo. 
Las pinturas posteriores del período rosa carecen de lugar y tiempo exactos. Igualmente la identidad de los personajes deja de ser concreta.
Picasso abandonaría este período en 1907 (ya a finales de 1906 aparecen los primeros esbozos preliminares de Las señoritas de Avignon), embarcándose posteriormente en el Período Cubista.
En enero de 2004, Garçon à la pipe, cuadro pintado en 1905 y representativo de esta época, se convirtió en la obra más cara de Picasso en el mercado (sin considerar la inflación), cuando la casa Sotheby's la subastó por más de 104 millones de dólares estadounidenses a un comprador anónimo.